# Rackstadskogens naturreservat
Rackstadskogens naturreservat är ett naturreservat i Arvika kommun i Värmlands län.
Området är naturskyddat sedan 2020 och är 28 hektar stort. Reservatet ligger på branter vid sydöstra stranden av sjön Racken nordost om Arvika och består av tallskog högre upp och granskog längre ner.